# Ippolito Desideri
Ippolito Desideri, né le 21 décembre 1684 à Pistoia (Italie) et décédé le 14 avril 1733 à Rome, était un missionnaire jésuite italien, le premier Européen à résider à Lhassa, au Tibet et à pouvoir comprendre la langue et apprécier la culture tibétaine. Il dut quitter le Tibet contre sa volonté, par décision de la Propaganda Fide qui avait confié ce pays comme 'territoire missionnaire' aux Capucins.

## Biographie

### Voyage au Tibet
Desideri est né en 1684 dans une famille assez prospère de Pistoia, en Toscane. Il fit ses études au collège jésuite de Pistoia, et, le 27 avril 1700, il entre au noviciat de la Compagnie de Jésus. À la fin de la période de formation spirituelle il étudie au Collège Romain de Rome. De 1706 à 1710, il a enseigné la littérature dans les collèges jésuites de Orvieto et Arezzo, et plus tard au Collège romain lui-même où il fait également la théologie. Il est ordonné prêtre le 28 août 1712.
Il s'offre pour la mission des Indes. Cette offre est acceptée par le Supérieur Général de la Compagnie de Jésus, Michelangelo Tamburini, en 1712. Il est affecté à la réouverture de la mission du Tibet, qui était sous la juridiction de la Province jésuite de Goa.
Desideri quitte Rome le 27 septembre 1712, et s'embarque pour l'Orient à Lisbonne sur un navire portugais, arrivant à Goa un an plus tard. De Goa il voyage à Surate, Ahmedabad, Rajasthan et Delhi, arrivant le 15 septembre 1714 à Âgrâ, capitale de l'empire mogol et siège de la mission jésuite en Inde du Nord.
De là il revient à Delhi, où il rencontre son supérieur religieux (et compagnon de voyage), le Portugais Manoel Freyre. Ensemble, ils voyagent de Delhi à Srinagar dans le Cachemire (où ils restent six mois, Desideri souffrant d'une maladie intestinale qui lui fut presque fatale). Du Cachemire il passe au royaume du Ladakh: il arrive à Leh à la fin de juin 1715.
D'après Desideri, ils sont bien accueillis par le roi du Ladakh et sa cour. Il souhaitait y rester pour y fonder une mission, mais, leur mission étant le Tibet, son supérieur, Freyre, impose la continuation du voyage vers le Tibet central.
Ils entreprennent ainsi un périlleux voyage - sept mois d'hiver à travers le plateau tibétain - mal préparés et inexpérimentés. Leur survie est probablement due à l'aide reçue de Casal, le gouverneur Mongol (et veuve de l'ancien gouverneur) de Ü-Tsang, qui quittait son poste et retournait à Lhassa. Ils se joignent à sa caravane, et arrivent enfin à Lhassa, le 17 mars 1716. Au bout de quelques semaines Freyre repart en Inde, via Katmandou et Patna et Desideri est laissé seul, responsable de la mission.

### Installation à Lhassa
Peu après son arrivée à Lhassa, Desideri est reçu en audience par le souverain mongol qoshot du Tibet, Lajang Khan (translittération VPMC du mongol : Lazaang qan ;  Wylie : Lha bzan), qui lui donne la permission d'acheter une maison à Lhassa (un rare privilège accordé à un étranger). De plus il est autorisé à pratiquer et à enseigner le christianisme. Après la lecture de premiers travaux de Desideri en tibétain, sur les fondements de la doctrine catholique, Lhazang Khan lui conseille d'améliorer la langue et de se mettre à l'école des religieux bouddhistes tibétains et de la littérature philosophique. Après quelques mois d'études intensives, il entre à l'université monastique de Sera, l'une des trois grands sièges de l'apprentissage de la politique engagée Gelugpa. Là, il étudie et discute avec des moines tibétains et des savants. On lui permet d'avoir une chapelle chrétienne dans son appartement. Il améliore sa connaissance de la langue (alors inconnue des Européens). Son intérêt et admiration pour langue, religion et culture tibétaines va croissant.
À la fin de 1717, il est contraint de quitter Lhassa en raison de troubles causés par l'invasion des Mongols Dzoungars. Il se retire dans la province de Dakpo, dans le sud du Tibet central, mais il revient régulièrement à Lhassa durant la période 1719-1720. Entre 1718 et 1721, il compose cinq traités en tibétain, dans lesquelles il expose la foi et doctrine chrétiennes et tente de réfuter les concepts dharmique de Karma (sanskrit) (qu'il dénomme «métempsycose ») et « vide »(Wylie : nyid pa stong ; sanskrit :śūnyatā). Dans ces livres, Desideri utilise les techniques du bouddhisme tibétain de l'argumentation scolastique, et accepte ce qui, dans le bouddhisme, ne lui semble pas contraire à l'enseignement catholique, en particulier en philosophie morale.
Desideri est le premier à tenter une explication du mantra d'origine sanskrits Om mani padme hum, invocation incessamment répétée par les moines, et qui avait déjà fort intrigué ses prédécesseurs jésuites au Tibet.

### Conflit avec les capucins
À l'insu des jésuites la mission du Tibet avait, en 1703, été confiée aux missionnaires italiens de l'Ordre des Capucins par la Propaganda Fide, la Congrégation du Saint-Siège supervisant l'activité missionnaire dans le monde. Trois Capucins arrivent à Lhassa en octobre 1716, et présentent des documents à Desideri confirmant leur droit exclusif à travailler au Tibet. Comme Desideri ne souhaite pas partir il est accusé de désobéissance au Saint-Siège. L'affaire remonte à Rome. Dans l'entretemps Desideri aide les religieux capucins à s'acclimater au Tibet. Bien que les Capucins n'aient pas de querelle personnelle avec Desideri, ils craignent que d'autres jésuites ne viennent. Ils demandent son expulsion du pays.
En 1720 les mandchous conquièrent Lhassa mais ces derniers reprirent Lhassa le 24 septembre 1720, sous le règne de Qing Kangxi et y remirent le 7e dalaï-lama sur le trône le 16 octobre.
En janvier 1721, Desideri reçoit l'ordre de quitter le Tibet et de revenir en Inde. Après un long séjour à Kuti, à la frontière tibéto-népalaise, il arrive à Agra en 1722.

### Les dernières années
À Âgrâ, Desideri est nommé pasteur principal de la communauté catholique de la capitale moghole de Delhi. Il organise l'éducation et construit une nouvelle église pour remplacer l'ancien édifice devenu vétuste. En 1725, il se trouve dans la mission jésuite du Malabar, à Pondichéry, situé dans le Tamil Nadu actuel, et se met à l'apprentissage de la langue tamoule. En 1727, il est envoyé à Rome pour promouvoir la cause de la béatification de Jean de Britto, un jésuite portugais, mort martyr en Inde du Sud. Il prend avec lui ses notes très détaillées sur le Tibet, sa culture et sa religion, et commence à préparer un livre alors qu'il était sur le navire de retour en Europe.
Il débarque en France en août 1727. Après un séjour dans ce pays, où il rencontre nombre de personnalités importantes et a une audience avec le roi Louis XV, il arrive à Rome en janvier 1728. Il prend résidence à la maison professe des Jésuites. Il passe une bonne partie de son temps auprès de la Propaganda Fide à défendre la présence des jésuites au Tibet, contre Felice di Montecchio, qui défendait les vues des Capucins. Le 29 novembre 1732, la Propaganda Fide rend un verdict laconique et définitif sur la question: la mission est confiée aux pères Capucins; ils sont les seuls missionnaires à pouvoir œuvrer et résider au Tibet.

## Écrits sur le Tibet
Desideri travaille durant ce temps à une 'Relation sur le Tibet' (Notizie istoriche del Tibet) et en avait préparé la publication. Ce fut interdit par la Propaganda Fide. Le manuscrit de cet ouvrage monumental, comprenant un compte rendu de la géographie du Tibet, son gouvernement, l'agriculture, les coutumes et la philosophie bouddhiste tibétaine, a été préservé dans les archives de la Compagnie de Jésus à Rome et dans une collection privée.
Ce document majeur sur le Tibet fut découvert à la fin du XIXe siècle et publié une première fois en 1904, Les Notizie... n'ont été publiées dans son intégralité qu'au milieu du XXe siècle. Le grand tibétologue Sven Hedin qui visita Lhassa en 1916 écrivit : «Desideri's Tibetan geography remains for ever a classic work. It is the first reliable description of Tibet ever given by an European. In topographical details the lama surveyors who worked at the same time gave much more. But compare Desideri's general morphology, extension and climate of Tibet with the theories of some modern geographers of Rawlinson's time and you will not hesitate a second as to whom the prize is due». 

## Œuvres
- Opere tibetane di Ippolito Desideri S.J. (Introduction et traduction par Giuseppe Toscano), 4 vol., Roma, 1981-1989.
- Notizie della nature, costume e governo civile del Tibet (édité par L. Petech), Roma, 1957.